# Азіліс
Азіліс — індо-скіфський цар, який правив Гандхарою.